# Кропачов Віталій Валерійович
Віта́лій Вале́рійович Кропачо́в (4 жовтня 1973, Торез, Донецька область, УРСР) — український бізнесмен, власник групи компаній «Укрдонінвест» (вугільний бізнес та видобуток газу), має активи в машинобудівній, будівельній, транспортній галузях, також володіє медіа-активами, серед них — «Ера Продакшн», власник інформаційного телеканалу Ukraine World News.
Фактичний власник ТОВ «Краснолиманське», що входить до групи компаній ТОВ «Укрдонінвест».

## Життєпис
Народився 4 жовтня 1973 року в місті Торезі Донецької області.
2010 року став депутатом Донецької облради.
2011 року пережив замах, який пов'язував зі спробами структур Олександра Януковича відібрати у нього бізнес. До початку війни на сході України вважався одним із найзаможніших бізнесменів Тореза, був власником вугільних логістів «Сніжнепогрузтранс» і «Торезпогрузтранс», а також Торезького заводу наплавних твердих сплавів. За власними словами, ці активи були «націоналізовані» указом ватажка «ДНР» Захарченка. Від 2014 року живе в Києві.
2014 року брав участь у створенні батальйону «Шахтарськ» разом з лідером «Радикальної партії» Олегом Ляшком, радником міністра внутрішніх справ Антоном Геращенком і на той час главою МВС Арсеном Аваковим. У липні 2014 передав у Київ докази збиття російськими терористами рейсу MH17: фото російського ЗРК «Бук-М1» в окупованому Сніжному та інверсійного сліду від ракети, яка вразила пасажирський лайнер. Допоміг евакуювати авторів знімків з тимчасово окупованої території.
Придбав частину вугільних активів, що належали Олександрові Януковичу, — збагачувальні фабрики «Росія» («Котляревська»), «Україна» та «Комсомольська». Сам Янукович, за словами Кропачова, участі у перемовах не брав. Також у 2017 році купив у Ігоря Гуменюка контрольний пакет акцій ТОВ «Краснолиманського», яке в межах державно-приватного партнерства веде видобуток вугілля на шахті «Краснолиманській». Станом на 2018 рік шахта здійснювала 45 % поставок вугілля для «Центренерго», стала четвертим підприємством у Донецькій області зі сплати податків.
У 2017 році почав співпрацювати з китайською машинобудівною компанією Sany Heavy Industries[відсутнє в джерелі], яка виготовляє обладнання для видобутку вугілля. Разом вони виграли чимало тендерів державних шахт і вступили в конкуренцію з Corum Ріната Ахметова. Кропачов заявляв про бажання організувати виробництво китайської прохідницької техніки в Україні.
2019 року Кропачов вперше потрапив до рейтингу найбагатших українців, складеного журналом Новое Время. Зі статками $101 млн він посів 63-тє місце. 2020 року, за оцінкою НВ, вартість активів бізнесмена впала до $81 млн (96-те місце у списку найбагатших українців), а 2021 року він вибув з рейтингу.

## Розслідування
За версією обвинуваченням, впродовж 2016—2018 років група осіб організувала схему, в результаті якої фактично встановила контроль за державними закупівлями трьох ДП «Селидіввугілля», «Мирноградвугілля» та «Шахтоуправління Південнодонбаське № 1». Упродовж майже трьох років ці три державні підприємства, виконуючи вказівки організаторів схеми, закупили за завищеними цінами різноманітне обладнання, запасні, витратні матеріали та інші товари, іноді навіть без нагальної потреби, на загальну суму майже 174,5 млн грн, незаконно переплативши понад 51,17 млн грн. На початку листопада 2023 року, ВАКС об'єднав провадження за обвинуваченням колишнього голови тендерного комітету державного підприємства «Мирноградвугілля» Ігоря Шмигуля та директора ТОВ «Доненергоекспорт» Валентина Горностаєва з обвинуваченням щодо решти фігурантів вугільної справи бізнесмена Віталія Кропачова.
17 травня 2024 року ДБР затримало Кропачова. За даними слідства, він через своє підприємство та службових осіб Міністерства енергетики та Державної податкової служби, завдав державі збитків на 2 млрд грн через махінації у вугільній сфері. За даними слідства, через своє підприємство та службових осіб Міністерства енергетики та Державної податкової служби він завдав державі шкоди на понад 2 млрд грн на махінаціях у вугільній сфері.
21 травня 2024 року Печерський районний суд міста Києва взяв Кропачова під варту терміном на 60 діб без права внесення застави. Він буде перебувати під вартою до 15 липня 2024 року.

## Медіабізнес
2019 року став власником телеканалів: Інфо 24, ТВі і Погода.
17 грудня 2021 року компанія Кропачова «Укрдонінвест Медіа» придбала компанію-оператора цифрового мультиплексу «Ера Продакшн», що згідно ліцензії має змогу транслювати 12 програм.
19 липня 2022 року компанія «Укрдонінвест Медіа» стала одноосібним бенефіціаром ТОВ «Корона санрайс», що володіє цифровою ліцензією 4 каналу. 6 жовтня 2022 року Національна рада з питань телебачення та радіомовлення переоформила ліцензію 4 каналу з брендом «Так TV».
22 січня 2023 року планувався запуск проросійського телеканалу Ukraine World News, відкритого на основі заборонених телеканалів 112 Україна та NewsOne. Технічний директор телеканалу Дмитро Скидан підтвердив, що інвестором і власником медіа був Віталій Кропачов.

## Родина
Одружений, має доньку і сина.